# Appropriate Behaviour
Appropriate Behaviour is een Britse film uit 2014, geschreven en geregisseerd door Desiree Akhavan. De film ging op 18 januari in première op het Sundance Film Festival.

## Verhaal
Shirin, een Brooklynite, de dochter van welgestelde Perzische immigranten, blijft dakloos en werkloos achter nadat haar relatie met Maxine stukloopt. Aangemoedigd door haar vriendin Crystal zoekt ze een nieuwe verblijfplaats en begint ze les in filmmaken te geven aan vijfjarige buurtkinderen. Shirin’s ouders zijn verward omdat Maxine verhuisd is en Shirin vertelde hen nooit dat ze biseksueel is en over haar relatie met Maxine. Shirin volgt Maxine in de hoop haar terug te krijgen maar wanneer ze ziet dat Maxine een relatie heeft met een collega-docent Tibet, beseft ze dat de relatie definitief voorbij is. Ze focust zich verder volledig aan het lesgeven en vertelt haar vriendin Crystal dat ze haar ouders gaat vertellen over haar biseksualteit.

## Rolverdeling
| Acteur            | Personage |
| ----------------- | --------- |
| Desiree Akhavan   | Shirin    |
| Scott Adsit       | Ken       |
| Rebecca Henderson | Maxine    |
| Hailey Feiffer    | Crystal   |
| Ahn Duong         | Nasrin    |
| Hooman Majd       | Mehrdad   |
| Arian Moayed      | Ali       |
| Aimee Mullins     | Sasha     |

## Productie
Akhavan schreef het script als thesis tijdens haar studies aan de New York-universiteit.. De film ontving positieve kritieken van de filmcritici, met een score van 96% op Rotten Tomatoes.

## Prijzen en nominaties
De belangrijkste:
| Jaar | Prijs                         | Categorie            | Genomineerde(n) | Uitslag     |
| ---- | ----------------------------- | -------------------- | --------------- | ----------- |
| 2014 | Independent Spirit Award      | Beste debuutscenario | Desiree Akhavan | Genomineerd |
| 2014 | San Diego Asian Film Festival | Grand Jury Award     | Desiree Akhavan | Gewonnen    |